# Mauro Díaz
Mauro Alberto Díaz (Concepción del Uruguay, 10 marzo 1991) è un calciatore argentino, centrocampista dell'Universidad Católica.

## Palmarès

### Club

#### Competizioni nazionali
- Campionato argentino: 1

River Plate: Clausura 2008
- Lamar Hunt U.S. Open Cup: 1

FC Dallas: 2016
- MLS Supporters' Shield: 1

FC Dallas: 2016
- Coppa del Presidente: 1

Al-Ahli: 2018-2019

### Individuale
- MLS Best XI: 1

2016